# 高木利弥
高木 利弥（たかぎ としや、1992年11月25日 - ）は、東京都世田谷区出身の元プロサッカー選手。サッカー指導者・YouTuber。現役時代のポジションはディフェンダー（左サイドバック）。
父は、元サッカー日本代表の高木琢也。兄弟は妹が1人いる。

## 来歴
広島県で生まれ、1998年に父・琢也の移籍によって東京都へ転居。
2005年、FC東京U-15深川に加入。同期に武藤嘉紀、上形洋介、松藤正伸ら（武藤は世田谷区立桜丘中学校の同級生でもある）。2007年にはU-15高円宮杯で全国3位に入賞するも、高木自身は小柄で線が細かったこともあって主力としての働きが出来ず、U-18への昇格を果たせなかった。2008年に進学した帝京高校では1年時から主力に据えられ、技巧派のレフティーとして中盤でプレー。
2011年、神奈川大学へ進学し、ポジションをサイドバックに転向。果敢な攻撃参加を武器に攻守両面でチームを牽引した。2014年7月、Jリーグ・モンテディオ山形に特別指定選手として登録された。同年の関東大学2部リーグでは準優勝し、4年ぶりの1部復帰を達成。自身もベストイレブンに選出された。
2015年よりモンテディオ山形に加入。3バックを採用する山形では左ウイングバックでプレー。高い身体能力とスピードを活かしたドリブル突破で攻撃を活性化させた。2017年には不慣れなストッパーに配され、課題と向き合いながら出場を重ねた。
2017年12月9日、ジェフユナイテッド市原・千葉に完全移籍で加入することが発表された。開幕からレギュラーを掴み、負傷離脱時を除き主力としてプレーした。
2018年7月4日、柏レイソルへの完全移籍が発表された。
2019年7月15日、松本山雅FCへの完全移籍が発表された。しかし2019シーズン、松本へ移籍後の出場はわずか4分にとどまった。
2021年7月22日、愛媛FCへの期限付き移籍が発表された。
2022年1月7日、愛媛FCへ完全移籍。同年11月21日、契約満了が発表された。
2023年7月1日、カンボジア・リーグ所属のティフィ・アーミーFCへ移籍したことを発表された。しかしシーズン途中の11月に突然契約解除された。
同年12月13日、Jリーグ合同トライアウトに出場したが、翌年2月にプロサッカー選手としてのキャリアを終えることを発表した。
2024年からは豊川高校サッカー部の外部コーチを務めながら、神奈川県社会人サッカーリーグのFIFTY CLUBでプレーを続けている。

## 所属クラブ
- 和光フットボールクラブ[10]
- MIP FC[10] (和光小学校)
- 2005年 - 2007年 FC東京U-15深川 (世田谷区立桜丘中学校)
- 2008年 - 2010年 帝京高等学校サッカー部
- 2011年 - 2014年 神奈川大学体育会サッカー部
  - 2014年7月 - 同年12月  モンテディオ山形 (特別指定選手)[10]
- 2015年 - 2017年  モンテディオ山形
- 2018年1月 - 同年7月  ジェフユナイテッド市原・千葉
- 2018年7月 - 2019年7月  柏レイソル
- 2019年7月 - 2021年  松本山雅FC
  - 2021年7月 - 同年12月  愛媛FC（期限付き移籍）
- 2022年  愛媛FC
- 2023年7月 - 11月  ティフィ・アーミーFC

## 個人成績
| 国内大会個人成績 | 国内大会個人成績 | 国内大会個人成績 | 国内大会個人成績 | 国内大会個人成績 | 国内大会個人成績 | 国内大会個人成績 | 国内大会個人成績 | 国内大会個人成績 | 国内大会個人成績 | 国内大会個人成績 | 国内大会個人成績 |
| 年度             | クラブ           | 背番号           | リーグ           | リーグ戦         | リーグ戦         | リーグ杯         | リーグ杯         | オープン杯       | オープン杯       | 期間通算         | 期間通算         |
| 年度             | クラブ           | 背番号           | リーグ           | 出場             | 得点             | 出場             | 得点             | 出場             | 得点             | 出場             | 得点             |
| 日本             | 日本             | 日本             | 日本             | リーグ戦         | リーグ戦         | リーグ杯         | リーグ杯         | 天皇杯           | 天皇杯           | 期間通算         | 期間通算         |
| ---------------- | ---------------- | ---------------- | ---------------- | ---------------- | ---------------- | ---------------- | ---------------- | ---------------- | ---------------- | ---------------- | ---------------- |
| 2015             | 山形             | 27               | J1               | 20               | 0                | 3                | 0                | 3                | 1                | 26               | 1                |
| 2016             | 山形             | 27               | J2               | 33               | 0                | -                | -                | 3                | 0                | 36               | 0                |
| 2017             | 山形             | 27               | J2               | 36               | 1                | -                | -                | 1                | 0                | 37               | 1                |
| 2018             | 千葉             | 27               | J2               | 14               | 2                | -                | -                | 1                | 0                | 15               | 2                |
| 2018             | 柏               | 6                | J1               | 17               | 0                | 3                | 0                | 0                | 0                | 20               | 0                |
| 2019             | 柏               | 6                | J2               | 0                | 0                | 2                | 0                | 0                | 0                | 2                | 0                |
| 2019             | 松本             | 39               | J1               | 1                | 0                | -                | -                | -                | -                | 1                | 0                |
| 2020             | 松本             | 39               | J2               | 16               | 0                | -                | -                | -                | -                | 16               | 0                |
| 2021             | 松本             | 39               | J2               | 0                | 0                | -                | -                | 1                | 0                | 1                | 0                |
| 2021             | 愛媛             | 27               | J2               | 16               | 0                | -                | -                | -                | -                | 16               | 0                |
| 2022             | 愛媛             | 27               | J3               | 26               | 1                | -                | -                | -                | -                | 26               | 1                |
| 通算             | 日本             | 日本             | J1               | 38               | 0                | 6                | 0                | 3                | 1                | 46               | 1                |
| 通算             | 日本             | 日本             | J2               | 115              | 3                | 2                | 0                | 6                | 0                | 123              | 3                |
| 通算             | 日本             | 日本             | J3               | 26               | 1                | -                | -                | 0                | 0                | 26               | 1                |
| 総通算           | 総通算           | 総通算           | 総通算           | 178              | 4                | 8                | 0                | 9                | 1                | 195              | 5                |

- 2014年は特別指定選手

| 国際大会個人成績 | 国際大会個人成績 | 国際大会個人成績 | 国際大会個人成績 | 国際大会個人成績 |
| 年度             | クラブ           | 背番号           | 出場             | 得点             |
| AFC              | AFC              | AFC              | ACL              | ACL              |
| ---------------- | ---------------- | ---------------- | ---------------- | ---------------- |
| 2018             | 柏               | 6                | 0                | 0                |
| 通算             | AFC              | AFC              | 0                | 0                |

出場歴
- 2015年03月18日：公式戦初出場 - ヤマザキナビスコカップ第1節 vs清水エスパルス (NDソフトスタジアム山形)
- 2015年03月22日：Jリーグ初出場 - J1 1st第3節 vs川崎フロンターレ (NDソフトスタジアム山形)
- 2015年11月14日：公式戦初得点 - 天皇杯ラウンド16 vsサガン鳥栖 (ベストアメニティスタジアム)

## 指導歴
- 2024年 - 豊川高等学校サッカー部 外部コーチ